# 連斯克區

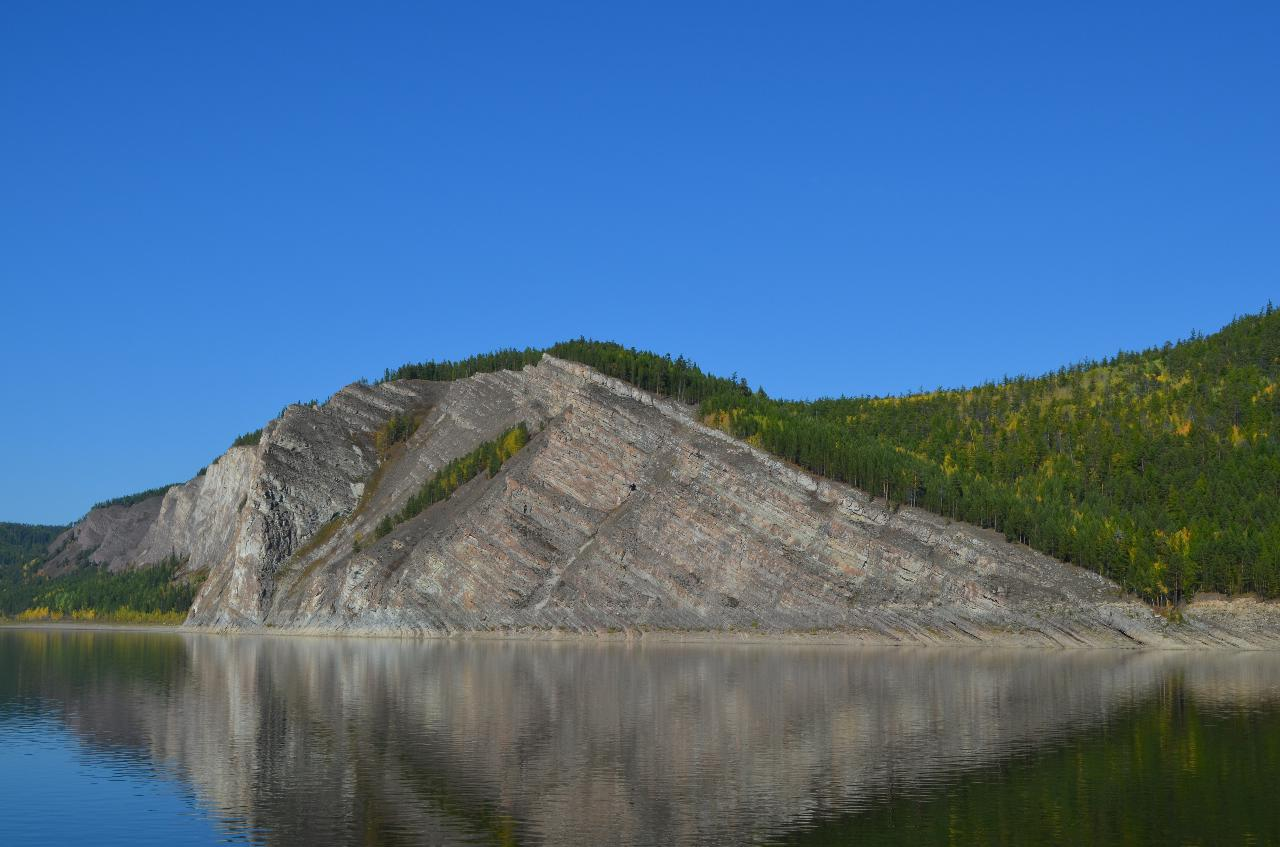

60°43′N 114°55′E / 60.717°N 114.917°E
連斯克區（俄语：Ленский район），是俄羅斯的一個區，位於該國東部，由薩哈共和國負責管轄，始建於1930年1月30日，面積77,000平方公里，2010年人口為39,765人，人口密度每平方公里0.52人。